# Prueba Villafranca de Ordizia 2014
La Prueba Villafranca de Ordizia 2014, novantunesima edizione della corsa e valida come evento dell'UCI Europe Tour 2014 categoria 1.1, si svolse il 25 luglio 2014 su un percorso totale di 170 km. Fu vinta dallo spagnolo Gorka Izagirre che terminò la gara in 4h22'22", alla media di 38,877 km/h.
Al traguardo 65 ciclisti portarono a termine il percorso.

## Squadre e corridori partecipanti
| N.      | Cod. | Squadra                      |
| ------- | ---- | ---------------------------- |
| 1-8     | MOV  | Movistar Team                |
| 11-18   | AND  | Androni Giocattoli-Venezuela |
| 21-28   | CJR  | Caja Rural-Seguros RGA       |
| 31-38   | COF  | Cofidis, Solutions Credits   |
| 41-48   | BUR  | Burgos BH                    |
| 51-58   | EUK  | Euskadi                      |
| 61-68   | CO4  | 472-Colombia                 |
| 71-78   | LPM  | La Pomme Marseille 13        |
| 81-88   | ECU  | Team Ecuador                 |
| 91-98   | UKO  | Team Ukyo                    |
| 101-108 | KMP  | Keith Mobel-Partizan         |

## Ordine d'arrivo (Top 10)
| Pos. | Corridore         | Squadra       | Tempo    |
| ---- | ----------------- | ------------- | -------- |
| 1    | Gorka Izagirre    | Movistar      | 4h22'22" |
| 2    | Luis León Sánchez | Caja Rural    | s.t.     |
| 3    | José Herrada      | Movistar Team | s.t.     |
| 4    | Igor Antón        | Movistar Team | s.t.     |
| 5    | Dayer Quintana    | Movistar Team | a 24"    |
| 6    | David Belda       | Burgos BH     | a 38"    |
| 7    | Jordi Simón       | Team Ecuador  | s.t.     |
| 8    | Johnny Hoogerland | Androni Gioc. | a 44"    |
| 9    | Edson Calderón    | 4-72 Colombia | s.t.     |
| 10   | Javier Moreno     | Movistar Team | s.t.     |